# Mino Milani
Guglielmo Milani detto Mino, anche conosciuto con gli pseudonimi di Stelio Martelli, Eugenio Ventura, Piero Selva, Mungo Graham Alcesti e T. Maggio (Pavia, 3 febbraio 1928 – Pavia, 10 febbraio 2022) è stato un giornalista, scrittore, fumettista e storico italiano.

## Biografia
Di famiglia benestante, viene avviato agli studi liceali presso il Liceo Classico Ugo Foscolo di Pavia per poi proseguirli nella facoltà di medicina dell'ateneo pavese, con l'obiettivo di fargli continuare la professione di due zii materni, entrambi affermati medici. Grazie ai buoni uffici del padre Carlo, all'epoca sindaco di Pavia, viene contemporaneamente accettato come praticante nell'Istituto di Anatomia annesso al Policlinico San Matteo. 
In breve tempo Milani capisce di non apprezzare la professione medica e, dopo aver casualmente assistito a una lezione sul Medioevo, decide di iscriversi alla facoltà di lettere. Dopo la laurea in lettere moderne nel 1950, con una tesi sul brigantaggio nelle Calabrie, basata sul carteggio del concittadino Gaetano Sacchi, che diventerà più tardi Romanzo militare, viene assunto nella Biblioteca Civica di Pavia, divenendone direttore e lavorandovi fino al 1964.
La sua attività di giornalista e scrittore inizia nel 1953 con saltuarie collaborazioni al Corriere dei Piccoli, al tempo diretto da Giovanni Mosca, periodico poi trasformatosi nel Corriere dei Ragazzi, del quale Milani divenne di fatto il fondatore, il redattore e l'autore più prolifico, e con il quale collabora fino al 1977. In questo periodo Milani adotta vari pseudonimi, come Eugenio Ventura, Piero Selva, Stelio Martelli, Mungo Graham Alcesti o T. Maggio per alternare le firme nella sua produzione.
Tra i suoi libri per ragazzi si ricordano i volumi dedicati alle avventure del cow-boy Tommy River e di Martin Cooper; è noto anche per le varie amicizie e collaborazioni con i più importanti disegnatori italiani, tra i quali Hugo Pratt, Milo Manara, Grazia Nidasio, Mario Uggeri, Aldo Di Gennaro, Dino Battaglia, Sergio Toppi e Attilio Micheluzzi.
Terminata la collaborazione con il Corrierino,
tiene su La Domenica del Corriere la rubrica La realtà romanzesca, che divenne famosa. In seguito assume la direzione del quotidiano La Provincia Pavese, incarico che lascia ben presto per dedicarsi alla scrittura di romanzi e, soprattutto, di saggi e biografie di argomento storico.
Notevole anche la produzione di genere fantasy per adulti, della quale occorre citare Fantasma d'amore, trasposto nell'omonima opera cinematografica da Dino Risi, e Selina, dal quale Carlo Lizzani ha tratto lo sceneggiato televisivo La trappola.
Assai originale l'approccio al genere poliziesco con la produzione di alcuni gialli storici incentrati sulla figura di Melchiorre Ferrari, commissario dell’Imperiale Regia Delegazione di Polizia del Lombardo-Veneto e ambientati nella Pavia di metà Ottocento.
Assumono particolare importanza i libri sulla storia di Pavia, le biografie di Giuseppe (del 1982) e Anita Garibaldi (del 1995), parte di un percorso risorgimentale che era iniziato nel 1971, con la meticolosa ricostruzione della Battaglia di Solferino e San Martino, quest'ultima firmata con lo pseudonimo di Stelio Martelli nell'edizione originale e riedita, quasi quarant'anni dopo, con una corposa appendice curata dall'Associazione Storica Medolese.
Vincitore di numerosi premi letterari, in occasione dell'ottantesimo compleanno, viene celebrato a Pavia con la mostra Le mani di Mino, curata da Grazia Nidasio e dal MUF, che ripercorre le tappe più significative della sua sterminata produzione letteraria e fumettistica.
Per la sua opera di storico, nel 2011 il Comune di Medole ha conferito a Mino Milani la cittadinanza onoraria.
Nel 2019 gli è stata dedicata l'intera edizione del Festival di letteratura per ragazzi "La vallata dei libri bambini". Il suo archivio è conservato presso il Centro per gli studi sulla tradizione manoscritta di autori moderni e contemporanei dell’Università di Pavia.
Muore il 10 febbraio 2022 nella sua casa di Pavia, all'età di 94 anni.

## Stile
Gianni Rodari dice di lui: 
(Gianni Rodari, Presentazione a Efrem soldato di ventura di Mino Milani)

## Onorificenze  e riconoscimenti
- Premio Yellow Kid al Salone Internazionale dei Comics (1971)

## Opere

### Romanzi e racconti
- Il cuore sulla mano, Del Duca, 1958
- Il fiume non si ferma, Del Duca, 1959 e 1968
- Ragazzi di cuore, Del Duca, 1960
- La Santa Allegranza, Mursia, 1965
- Sir Crispino, Mursia, 1966
- Il drago di fiamma, Mursia, 1967
- La realtà romanzesca, Mursia, 1967
- Mille860, Mursia, 1967
- Lo strano viaggio di Tommaso Rampin, CdP, 1967 (illustrazioni di Bruno Faganello)
- Le avventure di Martin Cooper: Il paese delle grandi orme - In fondo al pozzo, Mursia, 1968
- Nell'inferno del Sudan, Mursia, 1969
- Aka Hor, Mursia, 1969 e Fabbri, 2002, ISBN 978-88-451-2946-9
- La Valle dei Diamanti, pubblicato a puntate sul Corriere dei Piccoli dal 26 giugno al 27 settembre 1970
- Un'avventura sul Po, Mursia, 1970-72 ed EMP, 2002, ISBN 978-88-250-1097-8
- Efrem soldato di ventura, Mursia, 1972 e Mursia, 2003, ISBN 978-88-425-3072-5
- I quattro di Candia, Einaudi, 1973
- Le nuove avventure di Efrem, Mursia, 1975 e 1986
- Fantasma d'amore, Mondadori, 1977 e Barion, 2013, ISBN 978-88-6759-012-4
- Le nuove avventure di Martin Cooper, Mursia, 1978
- Selina, Mondadori, 1980
- Le isole della paura, Mondadori, 1982
- Ivanhoe di Walter Scott riletto da Mino Milani, Mursia, 1984
- La ricerca del Santo Gral, Mursia, 1985 e 2002, ISBN 978-88-425-3019-0
- Romanzo militare, Camunia, 1986 e Mondadori, 1991, ISBN 978-88-7767-016-8
- Margherita Cantarana: una storia pavese del XVIII secolo, Ponzio, 1986
- Il romanzo di Robin Hood, Mursia, 1986, 1989 e 2007, ISBN 978-88-425-3776-2
- Il pavese errante: una storia pavese d'oggi, Ponzio, 1987
- Poesie e traduzioni, Amici di Via Cardano, 1987
- L'uomo che tradì Pavia: una storia pavese del XIV secolo, Ponzio, 1988
- L'uomo giusto, Rizzoli, 1989, ISBN 978-88-176-6454-7
- Eudes 1789: un ragazzo di Francia, Mursia, 1989 e 1999
- La spada nella roccia, Mursia, 1991, ISBN 978-88-425-1077-2
- Come fu che l'anello di san Siro finì a Boston, Ponzio, 1991
- Guglielmo e la moneta d'oro, 1992
- Quei due anni di amore e di guerra (1943-45), Piemme, 1992
- La donna che odiava i pavesi: una storia pavese del XVI secolo, Ponzio, 1992
- La fine della Battaglia, Camunia, 1993
- I cavalieri della Tavola rotonda, Mursia, 1993
- L'ultimo lupo, Piemme, 1993, ISBN 978-88-384-3711-3
- La Storia di Dedalo e Icaro, EL edizioni, 1993, ISBN 978-88-7926-290-3
- La storia di Orfeo ed Euridice, EL edizioni, 1994
- Quattro giorni con chi, Signorelli, 1994, ISBN 88-434-0174-2
- Un pavese nell'harem del re, ossia pelle di luna, Ponzio, 1994
- La storia di Ulisse e Argo, EL edizioni, 1995
- Guerrino il meschino, Mursia, 1996, ISBN 978-88-425-8434-6
- La balossa di Torre Pavese: una storia pavese del XVIII secolo, Ponzio, 1996
- Incantesimo donna, Giunti, 1997, ISBN 978-88-7767-215-5
- La storia di Tristano e Isotta, Einaudi, 1998, ISBN 978-88-7926-275-0
- Perdere la testa per una bella signora pavese: una storia pavese del XVII secolo, Ponzio, 1998
- La storia di Enrico VIII e delle sue sei mogli, Einaudi, 2000, ISBN 978-88-286-0472-3
- Gianni Babbeo va sulla luna, Aragno, 2000
- Tradimenti, Todaro, 2000
- Efrem il cavaliere, La Scuola, 2000 ISBN 88-350-9781-9
- L'uomo venuto dal nulla, Salani, 2000 e BUR, 2013, ISBN 978-88-17-06492-7
- In fondo al pozzo, Alfa edizioni, 2001 (serie i cdlibri)
- Crespi Jacopo, Fabbri, 2001 e 2004, ISBN 978-88-451-0703-0
- I cavalieri della Tavola rotonda, Mursia, 2001, ISBN 978-88-425-2820-3
- Come ci restarono quelli della Mascherpa: una storia pavese del XVII secolo, Ponzio, 2001
- Tre arance di Natale, Interlinea, 2002, ISBN 978-88-8212-367-3
- Seduto nell'erba, al buio. Diario di un ragazzo italiano. Estate 1944, Fabbri, 2002 e BUR, 2010, ISBN 978-88-17-04025-9
- Quaderno di un amore perduto, Aragno, 2002, ISBN 978-88-8419-104-5
- Vantina. Un amore di Napoleone all'Elba, Iuculano, 2003 e Barion, 2014, ISBN 978-88-6759-020-9
- La torta, Interlinea, 2003, ISBN 978-88-8212-431-1 e 2008, ISBN 978-88-8212-633-9
- Giulia, Interlinea, 2004, ISBN 978-88-8212-475-5
- Chi mi ha toccato, Ibis, 2005, ISBN 978-88-7164-199-7
- Grida! Corri! Scappa!, Edizioni svizzere per la gioventù, 2005
- La cagna del ponte - La casa di via Robolini, Effigie, 2005, ISBN 978-88-89416-20-4
- La guerra sia con me - Vita immaginaria di San Rocco, Mursia, 2005, ISBN 978-88-425-3442-6
- Sognando Garibaldi, Piemme, 2005, ISBN 978-88-384-3691-8
- Un angelo, probabilmente, Einaudi, 2006, ISBN 978-88-477-1444-1
- Udilla, Fabbri, 2007, ISBN 978-88-451-3966-6
- Ortensia, Iuculano, 2007, ISBN 978-88-7072-787-6
- Due biglietti di sola andata, Ibis, 2007, ISBN 978-88-7164-215-4
- Perdere la testa, Mursia, 2008, ISBN 978-88-425-3668-0
- Via Pietro Azzario 20, Effigie, 2009, ISBN 978-88-89416-94-5
- L'autore si racconta, Franco Angeli, 2009, ISBN 978-88-568-1167-4
- Cuccare chi, Effigie, 2011, ISBN 978-88-89416-65-5
- Romanzo militare, Mursia, 2011, ISBN 978-88-425-4841-6
- Storia di Ulisse e Argo, Einaudi, ISBN 978-88-6656-085-2
- Garibaldino senza saperlo, Mursia, 2011, ISBN 978-88-425-4715-0
- Di amore e di guerra, Interlinea, 2018, ISBN 978-88-6857-170-2

Ciclo di romanzi di Tommy River:
- Tommy River (1960)
- Il ritorno di Tommy River (1961)
- Tommy River e il Tuerto (1962)
- Tommy River e lo Scozzese (1964)
- Tommy River sulla via del Nord (1965)
- L'avventura di Tommy River (1968)
- Tommy River e la lunga pista (1970)
- Tommy River, addio (1976)

Ciclo dell'Imperial Regio commissario Melchiorre Ferrari:
- La cagna del ponte, Ponzio, 1981
- Guillermo: il diario di donna Giovannina Beretta: una storia pavese del secolo XVII, Ponzio, 1982
- Il vampiro di Piazza Cavagneria, Ponzio, 1983
- Quel muto pavese dal laccio al collo, Ponzio, 1984
- Pavia Brucia, ossia la strega: una storia pavese del X secolo, Ponzio, 1985
- La ricamatrice di Porta Salara, Ponzio, 1989
- Come fu che l'anello di san Siro finì a Boston, Ponzio, 1991 - Effigie, 2013, ISBN 978-88-97648-15-4
- Pellegrina, ossia un duello a Pavia, ovvero una questione di rose, Ponzio, 1993
- Un mostro a Pavia, Ponzio, 1995
- L'annegata di Borgobasso, Ponzio, 1997
- Il mistero di Carona, Ponzio, 1999
- Ed ora, Ferrari?, Ponzio, 1999
- Che cosa fece Ravetta in Francia, Ponzio, 2000
- Lama triangolare. Ossia l'amara notte del commissario Ferrari, Ponzio, 2002, ISBN 978-88-89214-08-4
- Il Vampiro di piazza Cavagneria - La ricamatrice, Effigie, 2006, ISBN 978-88-89416-45-7
- Un'altra sconfitta, Ferrari, Effigie, 2008, ISBN 978-88-89416-67-9
- Dopo trent'anni, Effigie, 2009, ISBN 978-88-89416-77-8
- La donna che non c'era, Effigie, 2010, ISBN 978-88-97648-01-7
- Storia ingrata, Effigie, 2015, ISBN 978-88-97648-56-7
- Il castello, Effigie, 2016, EAN 9788897648833

### Saggistica, arte e storia
- Pavia e i suoi territori nel risorgimento d'Italia, Tipografia del Libro, 1959
- Garibaldi e i Mille, Ripartizione Educazione Comune di Milano, Tipografia Cirillo Del Duca, Milano, 1960
- Pavia e la spedizione dei Mille, Tipografia del Libro, Pavia, 1960
- Storia popolare di Pavia. Primo millennio, E.P.T. (Tip. Fusi), 1967
- Mille860, Mursia, 1967
- Da Caporetto al Piave, Gruppo Editoriale Fabbri, 1970
- Eisenhower, Gruppo Editoriale Fabbri, 1970
- La grande avventura dell'uomo. Studio e interpretazione del genere umano ideato, Milano, AMZ, 1970-1975. 8 volumi (illustrato da Cesare Colombi)
- Le battaglie di Solferino e San Martino, Edizioni Varesina Grafica, Azzate, 1971
- La strage dei Romanov, Mondadori, 1973
- L'assassinio di Rasputin, Mondadori, 1973
- Civilization Makers, Tom Stacey Ltd, 1973, ISBN 978-0-85468-200-3
- Mazzini, Mondadori, 1974
- I grandi contestatori: Mazzini, Rizzoli, 1974
- La crociera del «Maddaloni». Vita e morte di Nino Bixio, Mursia, 1977
- Il Ticino di Pavia, Luigi Ponzio, 1979
- Uomini che non ebbero paura, EMP, 1980
- No alla violenza. Martin Luther King, Mohandas K. Gandhi, Massimiliano Kolbe, Anna Frank, EMP, 1981
- Padre Kolbe, EMP, 1982
- La presa di Gaeta, Gruppo Editoriale Fabbri, 1983
- La breccia di porta Pia, Gruppo Editoriale Fabbri, 1983
- Storia di Pavia. Una grande storia in breve, Camunia, 1985
- Il castello di Beatrice duchessa di Milano, Libreria Cardano, 1987, (con Vincenzo Bellini e Alberto Cuomo)
- Gerolamo Cardano, Camunia, 1990
- Il fiume non si ferma. Le «Camicie rosse» in Uruguay, Mursia, 1994
- Boezio. L'ultimo degli antichi, Camunia, 1994
- La santa Allegranza. L'alba del risorgimento italiano, Mursia, 1994
- Strade d'Oltrepò, Todaro, 1998, ISBN 978-88-86981-13-2 (con Gianluca Bucci)
- Storia avventurosa di Pavia, Luigi Ponzio, 1998-1999
- Pavia la bella, Luigi Ponzio, 2000
- La storia di Enrico VIII e delle sue sei mogli, Einaudi, 2001
- Pavia the beautiful. A suggestion for a walk, Stroud Abbiati L. M., 2003
- Risorgimento pavese, Effigie edizioni, 2004
- Arduino e il Regno italico, De Agostini, 1988
- Giuseppe Garibaldi. Biografia critica, Mursia, 1982 (con prefazione di Giovanni Spadolini)
- Anita Garibaldi. Vita e morte di Ana Maria de Jesus, Camunia, 1995 (in collaborazione con Ivan Boris)
- Il mio cielo d'oro, Effigie, 2004
- Le battaglie di Solferino e San Martino, Edizioni GAM, 2008 (con appendice ASM)
- Piccolo Destino, Mursia, 2010
- Due di Mille, Edizioni GAM, 2011 (con ASM)
- Vita e morte di Nino Bixio, Mursia, 2011
- Garibaldino senza saperlo, Mursia 2011
- Dall'impero alla Repubblica. 1470 anni di storia italiana, Mursia 2012
- Storia di Tundra. Vita avventurosa di Tiziano Marchesi, Effigie, 2012, ISBN 978-88-97648-13-0
- Patatrac, Edizioni Barion 2013 ISBN 978-8867590056
- Ulisse racconta, Einaudi ragazzi, 2015 Disegnatore: Amalia Mora
- Miti e leggende di Roma antica, Einaudi ragazzi, 2017, EAN 9788866564188, ISBN 8866564184
- Latin lover. Detti latini per tutte le occasioni, 2018, Einaudi,  EAN 9788866564508

### Fumetti
- Il dottor Oss. (7 racconti lunghi, illustrati). Disegnatore: Grazia Nidasio.
- Sandokan. Disegnatore: Hugo Pratt
- Soldati di ventura. Disegnatore: Hugo Pratt
- Fanfulla.. (firmato come P. Selva) Disegnatore Hugo Pratt
- Luca, Paglia & c.. Disegnatore Mario Uggeri
- I fuggiaschi. Disegnatore Nevio Zeccara
- L'isola del tesoro. (solo sceneggiatura, da Stevenson) Disegnatore Hugo Pratt
- Il ragazzo rapito. (solo sceneggiatura, da Stevenson) Disegnatore Hugo Pratt
- I grandi nel giallo. Disegnatore: Sergio Toppi
- Samurai e altre storie. Disegnatore: Sergio Toppi.
- Cronache d'armi. Disegnatore: Sergio Toppi.
- La parola alla giuria. Processo a.... Disegnatore: Milo Manara
  - Processo a Custer - 1975 CdR 16
  - Processo a Yamamoto - 1975 CdR 22
- Il Fumetto della Realtà.
- Il Maestro. Disegnatore: Aldo Di Gennaro.
- Anni 2000. Disegnatore: Giancarlo Alessandrini.
- Lord Shark. Disegnatore: Giancarlo Alessandrini, Enric Siò.
- I 5 della Selena. Disegnatore: Dino Battaglia.
- Uomini Coraggiosi. Disegnatore: Dino Battaglia.
- Uomini in Guerra. Disegnatore: Dino Battaglia.
- Antonio di Padova(con pseudonimo Stelio Martelli). Disegnatore: Dino Battaglia.
- Bob Crockett. Disegnatore: Jorge Moliterni.
- Molly Manderling. Disegnatore: Attilio Micheluzzi
- Storie del Far West -Le Giacche Azzurre. Disegnatore: Alarico Gattia
- Quella notte del 1580. Disegnatore: Milo Manara - 1975 CdR 20